# Lättvikt i boxning vid olympiska sommarspelen 1976
Resultat från boxning vid olympiska sommarspelen 1976 och herrarnas lättvikt. Boxarna vägde under 60 kg. Tävlingarna arrangerades i Montréal.

## Medaljörer
| Klass    | Guld               | Silver                  | Brons                                                      |
| Lättvikt | Howard Davis · USA | Simion Cuțov · Rumänien | Vasilij Solomin · Sovjetunionen Ace Rusevski · Jugoslavien |

## Resultat

### Första rundan
| Vinnare              | Resultat      | Förlorare             |
| Första rundan        | Första rundan | Första rundan         |
| -------------------- | ------------- | --------------------- |
| Roberto Andino (PUR) | 5-0           | Gaetano Pirastu (ITA) |
| Ace Rusevski (YUG)   | 4-1           | Gerard Hamill (IRL)   |

### Andra rundan
| Vinnare                       | Resultat     | Förlorare                 |
| Andra rundan                  | Andra rundan | Andra rundan              |
| ----------------------------- | ------------ | ------------------------- |
| Nelson Calzadilla (VEN)       | 5-0          | Ernesto Gonzalez (NIC)    |
| Simion Cuțov (ROM)            | RSC-3        | Silvester Mitee (GBR)     |
| Rashad Abdelgaffar Zaki (EGY) | WO           | Lewrence Obagoriola (NGR) |
| Ove Lundby (SWE)              | WO           | Newton Chisanga (ZAM)     |
| Bogdan Gajda (POL)            | WO           | Cleveland Denny (GUY)     |
| Vasilij Solomin (URS)         | 5-0          | Hans Henrik Palm (DEN)    |
| Georgios Agrimavakis (GRE)    | WO           | Bechir Jilassi (TUN)      |
| András Botos (HUN)            | WO           | David Ssensonjo (UGA)     |
| Leonidas Asprilla (COL)       | WO           | Balcha Degefu (ETH)       |
| Howard Davis (USA)            | 5-0          | Yukio Segawa (JPN)        |
| Tsvetan Tsvetkov (BUL)        | 5-0          | Khaidav Altanhuiag (MGL)  |
| Parviz Bahmani (IRN)          | WO           | Nasreddin El-Agely (LIB)  |
| Yves Jeudy (HAI)              | WO           | David Oleme (CMR)         |
| Abderrahim Souihi (MAR)       | WO           | Kwami Ayigan (TOG)        |
| Reinaldo Valiente (CUB)       | 5-0          | Antonio Rubio (ESP)       |
| Ace Rusevski (YUG)            | RSC-3        | Roberto Andino (PUR)      |

### Tredje rundan
| Vinnare                | Resultat      | Förlorare                  |
| Tredje rundan          | Tredje rundan | Tredje rundan              |
| ---------------------- | ------------- | -------------------------- |
| Simion Cuțov (ROM)     | 5-0           | Nelson Calzadilla (VEN)    |
| Ove Lundby (SWE)       | -             | Ingen motståndare (bye)    |
| Vasilij Solomin (URS)  | 5-0           | Bogdan Gajda (POL)         |
| András Botos (HUN)     | 4-1           | Georgios Agrimavakis (GRE) |
| Howard Davis (USA)     | RSC-2         | Leonidas Asprilla (COL)    |
| Tsvetan Tsvetkov (BUL) | 5-0           | Parviz Bahmani (IRN)       |
| Yves Jeudy (HAI)       | -             | Ingen motståndare (bye)    |
| Ace Rusevski (YUG)     | 5-0           | Reinaldo Valiente (CUB)    |

### Kvartsfinaler
| Vinnare               | Resultat      | Förlorare              |
| Kvartsfinaler         | Kvartsfinaler | Kvartsfinaler          |
| --------------------- | ------------- | ---------------------- |
| Simion Cuțov (ROM)    | 5-0           | Ove Lundby (SWE)       |
| Vasilij Solomin (URS) | 5-0           | András Botos (HUN)     |
| Howard Davis (USA)    | RSC-3         | Tsvetan Tsvetkov (BUL) |
| Ace Rusevski (YUG)    | RSC-2         | Yves Jeudy (HAI)       |

### Semifinaler
| Vinnare            | Resultat    | Förlorare             |
| Semifinaler        | Semifinaler | Semifinaler           |
| ------------------ | ----------- | --------------------- |
| Simion Cuțov (ROM) | 5-0         | Vasilij Solomin (URS) |
| Howard Davis (USA) | 5-0         | Ace Rusevski (YUG)    |

### Final
| Vinnare            | Resultat | Förlorare          |
| Final              | Final    | Final              |
| ------------------ | -------- | ------------------ |
| Howard Davis (USA) | 5-0      | Simion Cuțov (ROM) |